# Karsten Pachollek
Karsten Pachollek ist ein deutscher Journalist und Fernsehmoderator.

## Leben und Wirken
Karsten Pachollek studierte an der Hanseatischen Akademie der Medien in Lübeck. Während dieser Zeit machte er eine Ausbildung bei mehreren Sprechtrainern und kam erstmals mit dem Radio in Berührung. Parallel zu seinem Studium absolvierte er Praktika bei der Film- und Fernsehproduktion MedienKontor (Sabine Christiansen) in Berlin und dem ZDF (hallo deutschland,  ZDF-Mittagsmagazin, ZDFwochen-journal) in Mainz. Seit 2008 arbeitet er für das ZDF. Von 2011 bis 2012 war er zusätzlich für den Sender Gutenberg TV als Reporter und Moderator tätig und präsentierte hier verschiedene Formate. In der heute-Redaktion wird er aktuell als Moderator, Reporter und als Chef vom Dienst eingesetzt.

## Moderationen
- heute-Spätnachrichten (2009–2015)
- Gutenberg TV Rheinland-Pfalz „gut gelebt“ (2011–2012)
- heute Xpress (seit 2015)
- heute spezial (seit 2015)
- heute (seit 2017)